# 双斑雀属
双斑雀属（学名：Euschistospiza），是梅花雀科的一属。属下共有2种鸟类。
属下物种有：
- 朱背双斑雀
- 乌双斑雀